# Humedales de Bogotá
El desarrollo de los humedales en la sabana de Bogotá se ha constituido en el sistema de tierras húmedas más importante del norte de la cordillera de los Andes siendo este una importante reserva de fauna y flora para la ciudad de Bogotá. Estas tierras permiten el cuidado, conservación y reproducción de una amplia variedad de especies de mamíferos, reptiles y aves. Entre ellas se cuentan más de 70 especies de aves migratorias, gran variedad de especies endémicas y vegetales. Además todos en conjunto forman parte de la cuenca del río Bogotá estos humedales son ricos en fauna y flora, muchos de estos ecosistemas están desapareciendo por causa del crecimiento avanzado de la población en la ciudad de Bogotá.
Lamentablemente con el pasar del tiempo y el crecimiento constante de la ciudad de Bogotá se estima que de las 50.000 ha que cubrían los humedales la Sabana de Bogotá en 1940, hoy quedan aproximadamente 1.500 ha. Estos se encuentran en un amplio estado de deterioro.
Se ha logrado identificar en el distrito la presencia de tres tipos de ecosistemas de humedal diferenciados por su origen y posición. Es así como se observan los humedales de planicie ubicados en el área urbana y los humedales de ladera y páramo localizados en el área rural de la capital.

## Historia
Hace 60.000 años toda la Sabana de Bogotá (incluyendo Bogotá y los municipios cercanos como Soacha, Funza, Mosquera, Madrid, Cota, Chía y Cajicá) estuvo cubierta por el gran Lago de Humboldt y la vegetación que predominaba alrededor era típica de un páramo. Con el tiempo, el clima se hizo más cálido y el fondo del lago empezó a levantarse. Hace 30.000 años, sus aguas se canalizaron a través del río Bogotá hacia el Salto del Tequendama. Así, se secó parcialmente separándose en varios cuerpos de agua menores que se fueron albergando plantas propias de bosques andinos y una gran diversidad de fauna como ranas, salamandras, lagartijas, culebras, venados, curíes, conejos, nutrias, chuchas, zorros, comadrejas, y más de cien especies de aves.
Los cuerpos de agua se consideraban sagrados, por ser el origen de nacimiento de los dioses muiscas y de la vida en el mundo. La cultura muisca los convirtió en centros ceremoniales y fuente de alimentación. En todas las etapas del individuo se consagraba en el agua y la diosa Sie o Sia lo acompañaba desde su nacimiento hasta la muerte. El rito funerario de los caciques era una especie de baño eterno, ya que eran enterrados junto con una gran cantidad de ofrendas de oro en el lecho de una laguna a la que previamente le habían desviado el curso y para finalizar la ceremonia, se liberaban las aguas que cubrían la tumba.
En el idioma muisca el humedal se llamaba chupqua, palabra que designaba un lugar bueno para la pesca o un pezón (aquello de lo cual se extrae la leche o el alimento). El nombre local de un humedal, "chucua", procede de esa palabra muisca.

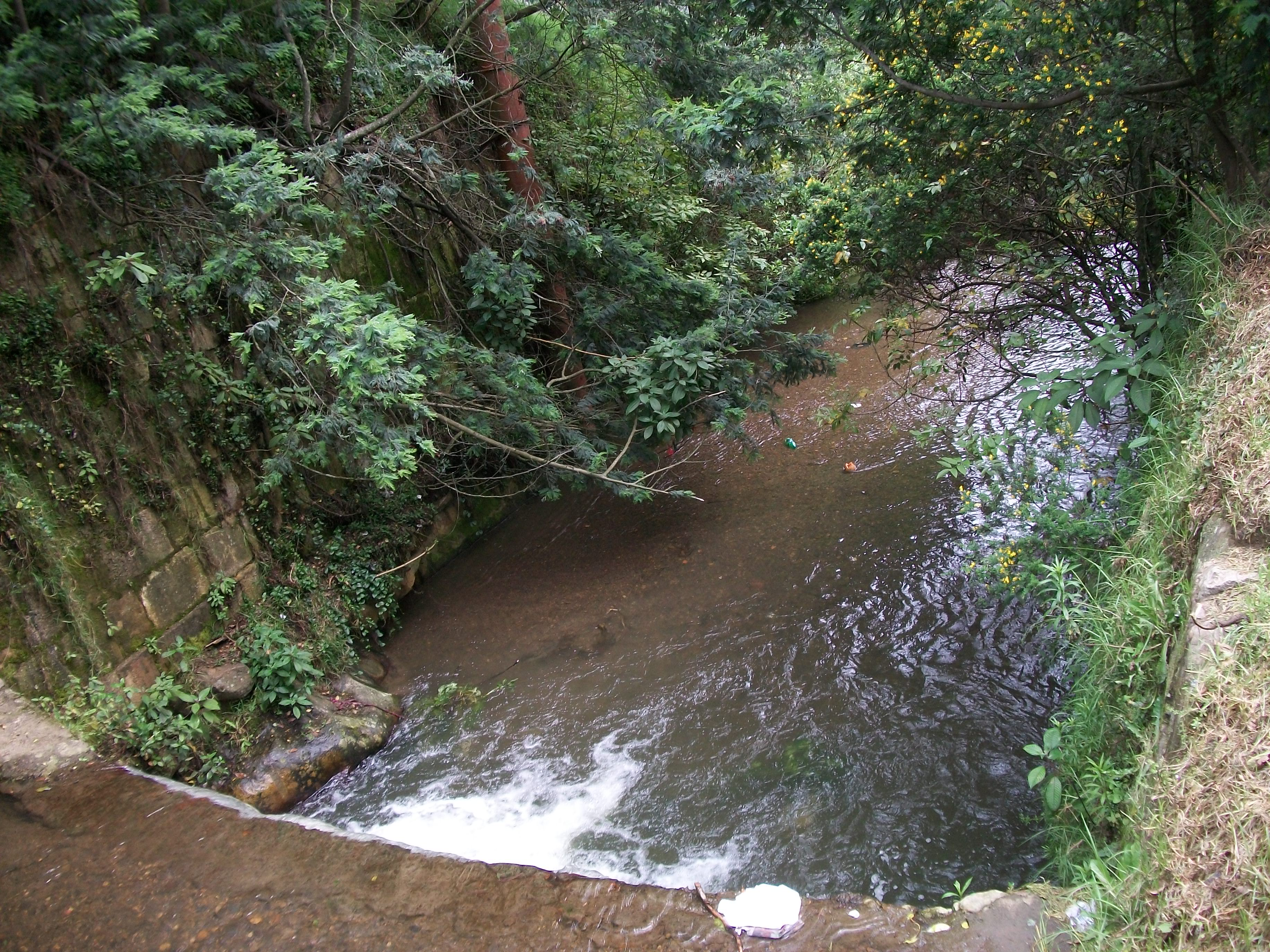
El río San Francisco nace en el páramo de Cruz Verde y baja desde el cerro de Monserrate.

Hacia 1538, Bogotá fue fundada con sus calles alineadas en el sentido de la pendiente, hacia el occidente. Eso permitiò un buen drenaje de aguas lluvias. Las actuales carreras seguían el eje de norte a sur desaguando en los ríos que bordeaban la ciudad: el San Francisco y el San Agustín, que vierten sus caudales en los humedales del occidente de la región.
Durante la el periodo español, se consolidó un sistema de desagüe primitivo. Las aguas residuales pasaban por el centro de la vía a través de un canal abierto; la mayoría de las viviendas no contaba con dispositivo sanitario y las basuras y aguas residuales eran enviadas al caño público. En 1580 se suplían las necesidades de consumo de agua, de las fuentes de los ríos San Agustín, San Francisco, Salitre, Fucha y Tunjuelo, las aguas residuales se revertían a los mismos ríos mediante caños o zanjas improvisadas, contaminando el agua que consumían incluyendo los humedales ya que los españoles observaron las prácticas rituales que los muiscas realizaban en torno a estos ecosistemas, crearon todo un sistema de destrucción para eliminar creencias que las consideraban “prácticas satánicas” considerándolos espacios marginales que atentaban a contra el desarrollo económico y social de la región.
Los conquistadores al establecerse conformaron un sistema de organización y administración durante la época, caracterizada por el esclavismo y una serie de costumbres feudales como las de expulsar sus desperdicios a las aguas, acabando con una tradición de cuidado y protección de los recursos hídricos por parte de los indígenas.
Durante esa época se hizo repartición de tierras a los conquistadores españoles, la transformación de la propiedad de la tierra en Bogotá, llevó a convertir estas en propiedad feudal donde se adjudican tierras como haciendas, lo cual generó la utilidad de los cuerpos de agua, entre ellos los humedales, como medio para la obtención de agua potable, como depósitos de aguas residuales, zonas de pastoreo y para cultivo. Además el aprovechamiento de este recurso mediante la explotación piscícola comercial (extracción de guapucha y capitán de sabana para la Cuaresma), en sus rondas se recolectaba leña como combustible, igualmente explotación del cangrejo de agua dulce; convirtiéndose estos lugares sagrados en centros de explotación insostenible. Posteriormente el establecimiento de haciendas españolas llevó a actividades de recreación activa como caza y cabalgatas.
Hacia el siglo XVIII la ciudad duplicó su población, con relación a 1580 (10 000 habitantes); lo anterior ocasiona un incremento en el abastecimiento de agua potable con tres precarios acueductos que conducían el agua por gravedad: Aguavieja, Aguanueva y San Victorino. Adicionalmente la ciudad contaba con 36 chorros de uso público. Tan solo unos cuantos habitantes de Santa Fe gozaban del servicio de acueducto, denominado en aquel entonces pajas o mercedes de agua.
En los años 1930 se inicia un proceso de fraccionamiento de los humedales con obras de infraestructura, a través de la construcción del Aeropuerto de Techo y años más tarde la avenida de las Américas, obras que afectaron grandemente la laguna de El Tintal no solo en su morfología sino en su funcionamiento hidráulico, dividiéndola en cinco cuerpos de agua, formando los actuales humedales de Tibanica, La Vaca, El Burro y Techo y el lago Timiza. Posteriormente una serie de obras especialmente viales y residenciales continuaron el proceso de fragmentación.
Intervenciones directas como cementerios, centros comerciales, avenidas, alcantarillados, embalses como el actual del humedal Tibabuyes o construcción de clubes deportivos, parques de recreación como el humedal Santa María del Lago, vertederos de aguas residuales, barrios ilegales de urbanizaciones e industrias, o asentamiento por comunidades desplazadas.

## Norma
En el 2005 se formuló la Política de humedales del distrito capital.

## Reserva Distrital de Humedal
La ciudad de Bogotá cuenta con 17 humedales reconocidos como Reserva Distrital de Humedal (RDH) por medio del Decreto 555 de 2021.

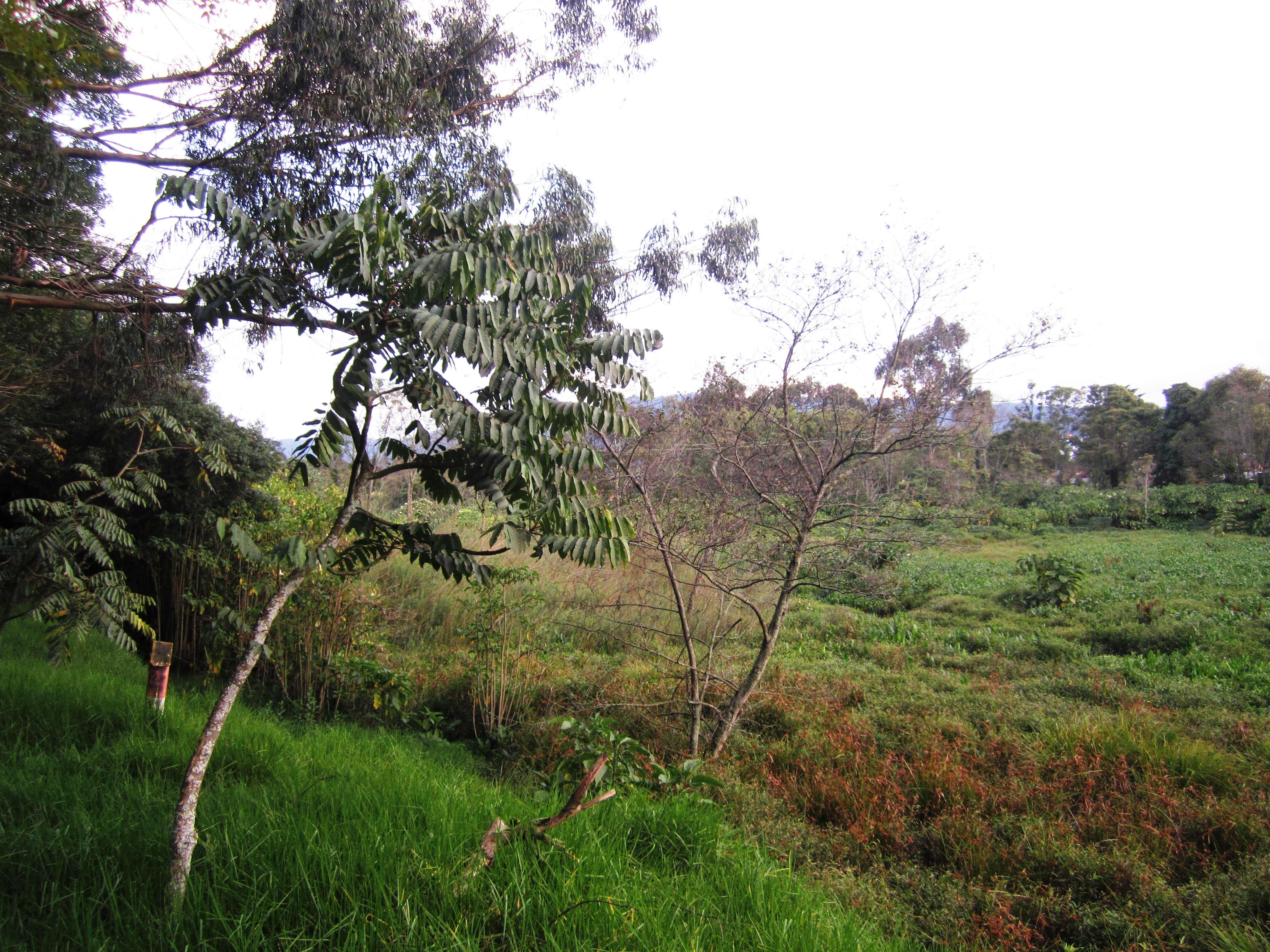
Humedal de Córdoba en la localidad de Suba.

- Humedal de Guaymaral y Torca, se encuentra ubicado en el norte de Bogotá a lado y lado de la Autopista Norte. En 1952 con la construcción de la Autopista Norte se dio paso a dividir al humedal en tres, la sección Occidental conocida hoy como Humedal de Guaymaral, la mejor conservada a nivel de su riqueza natural; la sección Oriental conocida como Humedal de Torca más el separador de la autopista que está en constante tratamiento de conservación.[9] En la actualidad se está construyendo el interceptor de Torca con el objetivo de evitar que las aguas negras de la zona ingresen a los predios del humedal.
- Humedal Tibanica, se encuentra ubicado entre la localidad de Bosa y Soacha. Limita al norte con los barrios Charles de Gaulle y Villa Anni, al oriente con los barrios José María Carbonell, al occidente y al sur con el Municipio de Soacha (Hacienda Llano Grande y los barrios Los Olívos, La María y Ciudad Verde), Tibanica se encuentra en la cuenca del río Bogotá, en la parte plana, específicamente en la subcuenca del río Tunjuelito (sur de la ciudad), la cual tiene un sistema de quebradas y pequeños ríos afluentes que drenan los cerros y terrenos del suroriente de la sabana de Bogotá. Tibanica es uno de los humedales más afectados y reducidos de la ciudad, pero así mismo, es la única área natural en la localidad de Bosa, por lo que presta un importante servicio social a nivel paisajístico, de recreación pasiva y educación ambiental.
- Humedal La Vaca, se encuentra ubicado en la localidad de Kennedy entre Castilla y Corabastos. Es un ecosistema en gran decadencia que se caracteriza porque el 90% de sus terrenos se encuentran hoy invadidos y sus comunidades no tienen el interés de conservarlo o recuperarlo.[10] Se han realizado esfuerzos de recuperación para evitar que sea escondite de la drogadicción y la delincuencia.[11]
- Humedal El Burro, se encuentra ubicado en la localidad de Kennedy, en el pasado formó parte del aluvial del río Bogotá. Este ecosistema hoy en día se encuentra dividido en dos fragmentos por la avenida Ciudad de Cali, siendo el sector oriental el más grande. Además en el futuro avenida Agoberto Mejía causará una nueva fragmentación del ecosistema.[12]
- Humedal de Techo, se encuentra ubicado en la localidad de Kennedy en la cuenca de los ríos Bogotá, Tunjuelito y Fucha. El ecosistema presenta dos cuerpos de agua divididos por un conjunto de construcciones ilegales y atravesado por la calle 84. En 2008 el Distrito de Bogotá emitió el Decreto 457[13] donde se prohíbe la urbanización, relleno, construcción y cualquier otra actividad que ponga en riesgo la preservación de este espacio, declarado en alerta naranja por su importante deterioro.[14]
- Humedal de Capellanía, ubicado en la localidad de Fontibón. Desde el año 1995 este fue dividido en dos debido a la construcción de la avenida La Esperanza. Este presenta un rápido deterioro y se estima que está condenado para desaparecer debido a las industrias que lo rodean, los actuales proyectos de movilidad de la ciudad y futuros desarrollos urbanísticos aprobados por el distrito.[15]
- Humedal Meandro del Say, ubicado al occidente de la localidad de Fontibón en la cuenca del Río Bogotá entre los sectores del Chanco y Zona Franca.
- Humedal Santa María del Lago, se ubica en la localidad de Engativá cerca de la autopista Medellín entre la avenida Ciudad de Cali y Boyacá. Es posible acceder a este ecosistema a través de la estación de TransMilenio Granja – Carrera 77 o la estación Minuto de Dios o por la red vial a través de la Avenida Boyacá hasta la calle 68.[16] Hoy en día este lugar es ejemplo del balance entre lo natural y el urbanismo. Se encuentra rodeado de calles altamente transitadas como la Calle 80 y la Avenida Boyacá además de varios conjuntos de edificios. Una amplia área boscosa aún se conserva alrededor de su principal cuerpo de agua. Es un ejemplo de parque urbano lleno de paz y naturaleza. Es uno de los pocos humedales que no está afectado actualmente por los desarrollos urbanísticos de una capital en constante crecimiento.[17]
- Humedal de Córdoba, se encuentra ubicado en la localidad de Suba y actualmente dividido por las avenidas Boyacá, Suba y la calle 120. Es un terreno aún bien conservado e ideal para caminatas, pero requiere un plan de conservación para evitar un deterioro inminente debido al crecimiento urbano.

- Humedal Jaboque, ubicado en el occidente de la ciudad específicamente en la localidad de Engativá, entre el Aeropuerto Internacional El Dorado y la autopista Medellín se encuentra afectado principalmente por las invasiones y la alta concentración de material orgánico provenientes de los vertientes de aguas residuales.[18]

- Humedal Juan amarillo, se divide en dos porciones, la porción norte se ubica en la localidad de Suba y la porción sur se ubica en la localidad de Engativá,[19] es el humedal más extenso de la Sabana de Bogotá.[20] Su nombre proviene de la lengua muisca que es "Tierra de labradores". En este ecosistema el pueblo muisca realizaba la celebración de la fiesta de las flores a la cual asistían los caciques en Engativá, Cota, Funza y Suba.[21] Hoy en día se constituye en un lugar para la apreciación de las aves y la laguna con las comodidades de sillas y rutas no asfaltadas.
- Humedal La Conejera, se encuentra ubicado en la localidad de Suba. Los planes de conservación de este ecosistema ha involucrado las construcciones de canales para aguas negras, sistemas de alcantarillado para los barrios aledaños y un interceptor de aguas negras que se extiende por todo el costado sur del humedal. Hoy en día es un lugar adecuado para la educación e investigación ambiental.[22]
- Humedal el Tunjo, se encuentra ubicado entre las localidades de Tunjuelito y Ciudad Bolívar, limita por el oriente con la avenida Boyacá (carrera 25), la subestación eléctrica del sur y el Portal de Transmilenio El Tunal; por el occidente con el Centro de Reclusión de Adolescentes y Menores El Redentor y el barrio Arborizadora Baja; por el norte con el barrio Tejar de Ontario y el Colegio Cafam; por el sur con los barrios Protecho, Casa Linda y la Avenida Villavicencio. Fue declarado en el año 2014 por el Acuerdo 577 de 2014 Concejo de Bogotá D. C.
- Humedal El Salitre: Ubicado en la localidad de Barrios Unidos, dentro del Centro Administrativo Nacional. Se caracteriza por ser la única RDH en ser artificial.
- Humedal La Isla, (Chiguasuque) se encuentra ubicado en la localidad de Bosa, sector conocido como San Bernardino. Limita con el río Tunjuelo hacia el sur, al oriente con el barrio Bosa San José II, al norte con la ciudadela Parques de Bogotá y al occidente con los terrenos de la ciudadela La Marlene (futura ampliación de la Avenida Terreros desde Ciudad Verde en Soacha, a 350 metros). Está a 2.5 kilómetros del río Bogotá y 400 metros del Tunjuelo. Actualmente está aislado del río por jarillones y se alimenta sólo de aguas lluvias o nacimientos de agua, por lo que avanza su desecación progresiva que lo va convirtiendo casi en un potrero. Su superficie es de 7 ha.[23] En 2014, los predios que quedaban fueron declarados humedal por el Acuerdo 577 de 2014 Concejo de Bogotá D. C.[24]
- Humedal Tingua Azul (Media Luna) Ubicado en las localidad de Kennedy y de Bosa, en inmediaciones de los parques Timiza y Villa del Río
- Humedal Hyntiba - El Escritorio Ubicado en la localidad de Fontibón, en inmediaciones del Río Bogotá y el Aeropuerto Internacional El Dorado/Base aérea CATAM y el ferrocarril de Occidente hacia el municipio de Funza

## Problemáticas

### Perdida de área
El desarrollo urbano de la ciudad, implicó una visión errónea respecto a la conservación de los ecosistemas de humedal las formas de ocupar el territorio por parte del ser humano en el transcurso del tiempo incidieron en el cambio del sistema hídrico.

### Vertimiento de aguas residuales
El desarrollo urbano improvisado y desorganizado de la ciudad implicó que en los diferentes construcciones no se hiciera un adecuado direccionamiento de las aguas residuales (conexiones erradas)

### Invasión de especies exóticas
Sobre todo hay presencia de especies domésticas como perros y gatos que suelen abandonarse o perderse por parte de sus propietarios en las inmediaciones de estos cuerpos de agua afectando a las especies dentro de las mismas al ser depredadores y vectores de enfermedades zoonóticas.

### Reconocimiento de humedales
Falta reconocer legalmente los humedales Chorrillos (Suba rural) y Mora Verde (La Academia, Suba), Madre de Agua (Bosque Bavaria, Kennedy), Chicú (Chapinero), Laguna Pozo Azul (Tunjuelito), Laguna Cansa Patos (San Cristóbal), Laguna Chinará (Usme), Laguna El Chimborazo y Laguna Encantada (Ciudad Bolívar), entre otros. La CAR identificó el Humedal El Conejito dentro de la Reserva Van der Hammen y ha iniciado el proceso para la realizar la declaratoria de humedal.

### Humedales extintos
- Humedal Madre de Agua, se encontraba ubicado en la localidad de Kennedy. Se localiza en el sector de Bavaria, entre los barrios Marsella y Ciudad Alsacia, ya que no contaba con un reconocimiento legal que hubiera podido evitar su extinción, ante la construcción de la avenida homónima.